# Macaco de cua de porc septentrional
El macaco de cua de porc septentrional (Macaca leonina) és una espècie de primat catarrí de la família dels cercopitècids, que viu a Indoxina i Bangladesh. Fins fa poc se'l considerava una subespècie de Macaca nemestrina (el macaco de cua de porc meridional).